# Campeonato Gaúcho 2020
El Campeonato Gaúcho de 2020 fue  la edición 100.ª del principal campeonato de clubes de fútbol del Estado de Río Grande del Sur. El torneo fue  organizado por la Federação Gaúcha de Futebol y está entre los torneos más importantes del país. Concedió  tres cupos a la Copa de Brasil 2021 y dos más al Campeonato Brasileño Serie D 2021 para equipos que no pertenezcan a ninguna de las demás categorías. Debido a la pandemia de COVID-19, fue suspendido inicialmente durante 15 días. Sin embargo, fue suspendido hasta julio, mes en el que el campeonato fue reanudado acordando que no habría  descensos en este campeonato.

## Sistema de juego
El sistema de juego consiste en dos fases en las cuales los dos campeones de cada una se enfrentarán en la gran final. La primera fase consiste en dos grupos de seis equipos cada uno en los que se juegan partidos a una sola ronda entre cada uno de los grupos mientras que, en la segunda fase, se enfrentan contra los equipos del otro grupo. En ambas fases, los dos equipos que se ubiquen en la primera y segunda posición de cada grupo jugarán semifinales y final jugando a partido único y obteniendo un campeón por cada fase.
Para la final del campeonato, los dos equipos campeones se enfrentarán en partidos de ida y vuelta para conocer el campeón. En caso de que un mismo equipo quede campeón de las dos fases, será declarado campeón inmediatamente.

### Criterios de desempate
En caso de empate en la fase de grupos de cualquiera de los dos turnos, se sigue el siguiente orden:
1. Mayor número de partidos ganados.
2. Mejor diferencia de gol.
3. Mayor número de goles a favor.
4. Menor número de tarjetas rojas recibidas.
5. Menor número de tarjetas amarillas recibidas.
6. Sorteo.

En caso de empate en cualquiera de las semifinales, finales o final del campeonato, se sigue el siguiente orden:
1. Tiros desde el punto penal.

## Equipos participantes

### Ascensos y descensos
| Pos. | Descendidos en la temporada 2019 |
| ---- | -------------------------------- |
| 11.º | Avenida                          |
| 12.º | Veranópolis                      |

| Pos. | Ascendidos de la Serie A2 2019 |
| ---- | ------------------------------ |
| 1.º  | Ypiranga de Erechim            |
| 2.º  | Esportivo Bento Gonçalves      |

### Información de los equipos
| Equipo              | Ciudad          | Estadio               | Capacidad | Posición 2019  |
| ------------------- | --------------- | --------------------- | --------- | -------------- |
| Aimoré              | São Leopoldo    | Cristo-Rei            | 10 000    | 7.°            |
| Brasil de Pelotas   | Pelotas         | Bento Freitas         | 10 500    | 10.°           |
| Caxias do Sul       | Caxias do Sul   | Centenário            | 22 132    | 3.°            |
| Esportivo           | Bento Gonçalves | Montanha dos Vinhedos | 12 859    | 2.° (Serie A2) |
| Grêmio              | Porto Alegre    | Arena do Grêmio       | 55 662    | 1.°            |
| Internacional       | Porto Alegre    | Beira-Rio             | 19 924    | 8.°            |
| Juventude           | Caxias do Sul   | Alfredo Jaconi        | 19 924    | 8.°            |
| Novo Hamburgo       | Novo Hamburgo   | do Vale               | 5 196     | 5.°            |
| Pelotas             | Pelotas         | Boca do Lobo          | 15 478    | 9.°            |
| São Luiz            | Ijuí            | 19 de Outubro         | 5 217     | 4.°            |
| São José            | Porto Alegre    | Passo d'Areia         | 10 646    | 6.°            |
| Ypiranga de Erechim | Erechim         | Colosso da Lagoa      | 22 000    | 1.° (Serie A2) |

## Primera fase

### Grupo A
| Pos. | Equipos             | PJ | PG | PE | PP | GF | GC | Dif. | Pts. |
| ---- | ------------------- | -- | -- | -- | -- | -- | -- | ---- | ---- |
| 1.   | Internacional       | 5  | 4  | 1  | 0  | 10 | 4  | +6   | 13   |
| 2.   | Ypiranga de Erechim | 5  | 3  | 2  | 0  | 4  | 1  | +3   | 11   |
| 3.   | Juventude           | 5  | 1  | 2  | 2  | 4  | 5  | -1   | 5    |
| 4.   | São Luiz            | 5  | 1  | 1  | 3  | 8  | 10 | -2   | 4    |
| 5.   | Pelotas             | 5  | 1  | 1  | 3  | 7  | 10 | -3   | 4    |
| 6.   | Novo Hamburgo       | 5  | 0  | 3  | 2  | 0  | 3  | -3   | 3    |

|  |                                                  |
|  | Clasificados a la fase final de la primera fase. |

### Grupo B
| Pos. | Equipos                   | PJ | PG | PE | PP | GF | GC | Dif. | Pts. |
| ---- | ------------------------- | -- | -- | -- | -- | -- | -- | ---- | ---- |
| 1.   | Caxias do Sul             | 5  | 3  | 1  | 1  | 5  | 2  | +3   | 10   |
| 2.   | Grêmio                    | 5  | 3  | 0  | 2  | 9  | 5  | +4   | 9    |
| 3.   | Esportivo Bento Gonçalves | 5  | 2  | 2  | 1  | 6  | 9  | -1   | 8    |
| 4.   | Aimoré                    | 5  | 2  | 0  | 3  | 6  | 8  | -2   | 6    |
| 5.   | São José                  | 5  | 1  | 2  | 2  | 5  | 5  | 0    | 5    |
| 6.   | Brasil de Pelotas         | 5  | 1  | 1  | 3  | 1  | 3  | -2   | 4    |

|  |                                                  |
|  | Clasificados a la fase final de la primera fase. |

### Resultados
- Los estadios y horarios del torneo se encuentra en la página oficial de la FMF.[5]

- La hora de cada encuentro corresponde al huso horario correspondiente al Estado de Río Grande del Sur (UTC-3).

| Ypiranga de Erechim | 1 - 0 | São Luiz                  | Colosso da Lagoa | 22 de enero | 20:00 |
| Pelotas             | 0 - 0 | Novo Hamburgo             | Boca do Lobo     | 22 de enero | 20:00 |
| Grêmio              | 0 - 2 | Caxias do Sul             | Arena do Grêmio  | 22 de enero | 20:00 |
| Aimoré              | 1 - 0 | Brasil de Pelotas         | Cristo-Rei       | 23 de enero | 16:00 |
| São José            | 1 - 1 | Esportivo Bento Gonçalves | Passo d'Areia    | 23 de enero | 20:00 |
| Juventude           | 0 - 1 | Internacional             | Alfredo Jaconi   | 23 de enero | 21:30 |

| Esportivo Bento Gonçalves | 4 - 3 | Aimoré              | Montanha dos Vinhedos | 26 de enero | 16:00 |
| Brasil de Pelotas         | 0 - 1 | Grêmio              | Bento Freitas         | 26 de enero | 16:00 |
| Caxias do Sul             | 1 - 1 | São José            | Centenário            | 26 de enero | 17:00 |
| Novo Hamburgo             | 0 - 1 | Ypiranga de Erechim | do Vale               | 26 de enero | 19:00 |
| São Luiz                  | 1 - 3 | Juventude           | 19 de Outubro         | 26 de enero | 19:00 |
| Internacional             | 3 - 1 | Pelotas             | Beira-Rio             | 26 de enero | 19:00 |

| Ypiranga de Erechim | 2 - 1 | Pelotas                   | Colosso da Lagoa | 29 de enero | 20:00 |
| Juventude           | 0 - 0 | Novo Hamburgo             | Alfredo Jaconi   | 29 de enero | 20:00 |
| Aimoré              | 0 - 1 | Caxias do Sul             | Cristo-Rei       | 29 de enero | 20:00 |
| Brasil de Pelotas   | 0 - 0 | Esportivo Bento Gonçalves | Bento Freitas    | 29 de enero | 20:30 |
| São Luiz            | 3 - 4 | Internacional             | 19 de Outubro    | 29 de enero | 21:30 |
| Grêmio              | 2 - 1 | São José                  | Arena do Grêmio  | 30 de enero | 21:30 |

| Pelotas             | 3 - 1 | Juventude                 | Boca do Lobo     | 1 de febrero | 16:00 |
| Ypiranga de Erechim | 0 - 0 | Internacional             | Colosso da Lagoa | 1 de febrero | 19:00 |
| Caxias do Sul       | 1 - 0 | Brasil de Pelotas         | Centenário       | 2 de febrero | 16:00 |
| São José            | 2 - 0 | Aimoré                    | Passo d'Areia    | 2 de febrero | 18:00 |
| Novo Hamburgo       | 0 - 0 | São Luiz                  | do Vale          | 2 de febrero | 19:00 |
| Grêmio              | 5 - 0 | Esportivo Bento Gonçalves | Arena do Grêmio  | 3 de febrero | 20:00 |

| Brasil de Pelotas         | 1 - 0 | São José            | Bento Freitas         | 8 de febrero | 16:00 |
| Juventude                 | 0 - 0 | Ypiranga de Erechim | Alfredo Jaconi        | 8 de febrero | 17:00 |
| Internacional             | 2 - 0 | Novo Hamburgo       | Beira-Rio             | 8 de febrero | 17:00 |
| Esportivo Bento Gonçalves | 1 - 0 | Caxias do Sul       | Montanha dos Vinhedos | 9 de febrero | 16:00 |
| Aimoré                    | 2 - 1 | Grêmio              | Cristo-Rei            | 9 de febrero | 16:00 |
| São Luiz                  | 4 - 2 | Pelotas             | 19 de Outubro         | 9 de febrero | 19:00 |

### Fase final
|  | Semifinales         | Semifinales         | Semifinales        |        |               | Final            | Final            | Final            |  |
|  | 15 y 16 de febrero  | 15 y 16 de febrero  | 15 y 16 de febrero |        |               | 21 y 22 de marzo | 21 y 22 de marzo | 21 y 22 de marzo |  |
|  |                     |                     |                    |        |               |                  |                  |                  |  |
|  |                     |                     |                    |        |               |                  |                  |                  |  |
|  | Caxias do Sul       | Caxias do Sul       | 1                  |        |               |                  |                  |                  |  |
|  | Caxias do Sul       | Caxias do Sul       | 1                  |        |               |                  |                  |                  |  |
|  | Ypiranga de Erechim | Ypiranga de Erechim | 0                  |        |               |                  |                  |                  |  |
|  | Ypiranga de Erechim | Ypiranga de Erechim | 0                  |        | Caxias do Sul | Caxias do Sul    | 1                |                  |  |
|  |                     |                     |                    |        | Caxias do Sul | Caxias do Sul    | 1                |                  |  |
|  |                     |                     | Grêmio             | Grêmio | 0             |                  |                  |                  |  |
|  | Internacional       | Internacional       | Grêmio             | Grêmio | 0             | 0                |                  |                  |  |
|  | Internacional       | Internacional       |                    |        |               | 0                |                  |                  |  |
|  | Grêmio              | Grêmio              | 1                  |        |               |                  |                  |                  |  |
|  | Grêmio              | Grêmio              | 1                  |        |               |                  |                  |                  |  |
|  |                     |                     |                    |        |               |                  |                  |                  |  |

- Caxias do Sul es el campeón de la primera fase del torneo y clasifica a la fase final.

## Segunda fase

### Grupo A
| Pos. | Equipos             | PJ | PG | PE | PP | GF | GC | Dif. | Pts. |
| ---- | ------------------- | -- | -- | -- | -- | -- | -- | ---- | ---- |
| 1.   | Internacional       | 6  | 3  | 2  | 1  | 10 | 4  | +6   | 11   |
| 2.   | Novo Hamburgo       | 6  | 2  | 2  | 2  | 5  | 5  | 0    | 8    |
| 3.   | Juventude           | 6  | 2  | 1  | 2  | 5  | 7  | -2   | 7    |
| 4.   | São Luiz            | 6  | 1  | 1  | 4  | 4  | 7  | -3   | 4    |
| 5.   | Pelotas             | 6  | 1  | 1  | 4  | 4  | 8  | -4   | 4    |
| 6.   | Ypiranga de Erechim | 6  | 0  | 4  | 2  | 6  | 11 | -5   | 4    |

|  |                                                  |
|  | Clasificados a la fase final de la primera fase. |

### Grupo B
| Pos. | Equipos                   | PJ | PG | PE | PP | GF | GC | Dif. | Pts. |
| ---- | ------------------------- | -- | -- | -- | -- | -- | -- | ---- | ---- |
| 1.   | Grêmio                    | 6  | 4  | 2  | 0  | 9  | 3  | +6   | 14   |
| 2.   | Esportivo Bento Gonçalves | 6  | 3  | 2  | 1  | 10 | 8  | +2   | 11   |
| 3.   | Caxias do Sul             | 6  | 3  | 2  | 1  | 7  | 5  | +2   | 11   |
| 4.   | São José                  | 6  | 3  | 0  | 3  | 4  | 6  | -2   | 9    |
| 5.   | Brasil de Pelotas         | 6  | 2  | 1  | 3  | 5  | 7  | -2   | 7    |
| 6.   | Aimoré                    | 6  | 1  | 4  | 1  | 7  | 5  | +2   | 6    |

|  |                                                  |
|  | Clasificados a la fase final de la primera fase. |

### Resultados
- Los estadios y horarios del torneo se encuentra en la página oficial de la FMF.[5]

- La hora de cada encuentro corresponde al huso horario correspondiente al Estado de Río Grande del Sur (UTC-3).

| Grêmio                    | 3 - 0 | Juventude           | Arena do Grêmio       | 29 de enero | 11:00 |
| Caxias do Sul             | 1 - 1 | Internacional       | Centenário            | 29 de enero | 19:00 |
| Brasil de Pelotas         | 1 - 0 | Novo Hamburgo       | Bento Freitas         | 1 de marzo  | 16:00 |
| Esportivo Bento Gonçalves | 1 - 0 | São Luiz            | Montanha dos Vinhedos | 1 de marzo  | 16:00 |
| Aimoré                    | 1 - 1 | Pelotas             | Cristo-Rei            | 1 de marzo  | 17:00 |
| São José                  | 1 - 0 | Ypiranga de Erechim | Passo d'Areia         | 2 de marzo  | 20:00 |

| Juventude           | 0 - 1 | São José                  | Alfredo Jaconi   | 7 de marzo | 17:00 |
| Pelotas             | 0 - 1 | Grêmio                    | Boca do Lobo     | 8 de marzo | 16:00 |
| Ypiranga de Erechim | 1 - 5 | Aimoré                    | Colosso da Lagoa | 8 de marzo | 16:00 |
| Novo Hamburgo       | 2 - 1 | Esportivo Bento Gonçalves | do Vale          | 8 de marzo | 17:00 |
| Internacional       | 2 - 0 | Brasil de Pelotas         | Beira-Rio        | 8 de marzo | 19:00 |
| São Luiz            | 1 - 2 | Caxias do Sul             | 19 de Outubro    | 9 de marzo | 19:30 |

| Aimoré                    | 0 - 0 | Juventude           | Cristo-Rei            | 14 de marzo | 18:30 |
| Grêmio                    | 3 - 2 | São Luiz            | Arena do Grêmio       | 15 de marzo | 11:00 |
| Brasil de Pelotas         | 2 - 2 | Ypiranga de Erechim | Bento Freitas         | 15 de marzo | 16:00 |
| Esportivo Bento Gonçalves | 2 - 1 | Pelotas             | Montanha dos Vinhedos | 15 de marzo | 16:00 |
| Caxias do Sul             | 2 - 1 | Novo Hamburgo       | Centenário            | 15 de marzo | 17:00 |
| São José                  | 1 - 4 | Internacional       | Passo d'Areia         | 15 de marzo | 20:00 |

| Ypiranga de Erechim | 2 - 2 | Esportivo Bento Gonçalves | Alviazul              | 22 de julio | 15:00 |
| Internacional       | 0 - 1 | Grêmio                    | Centenário            | 22 de julio | 21:30 |
| Juventude           | 2 - 0 | Caxias do Sul             | Alfredo Jaconi        | 23 de julio | 12:00 |
| Novo Hamburgo       | 1 - 1 | Aimoré                    | Alviazul              | 23 de julio | 15:00 |
| São Luiz            | 1 - 0 | São José                  | Montanha dos Vinhedos | 23 de julio | 19:00 |
| Pelotas             | 2 - 1 | Brasil de Pelotas         | Boca do Lobo          | 1 de agosto | 15:00 |

| Esportivo Bento Gonçalves | 1 - 1 | Internacional       | Montanha dos Vinhedos | 25 de julio | 19:00 |
| Grêmio                    | 1 - 1 | Ypiranga de Erechim | Hélio Dourado         | 26 de julio | 11:00 |
| São José                  | 0 - 1 | Novo Hamburgo       | Montanha dos Vinhedos | 26 de julio | 11:00 |
| Brasil de Pelotas         | 0 - 1 | Juventude           | Alviazul              | 26 de julio | 16:00 |
| Caxias do Sul             | 2 - 0 | Pelotas             | Centenário            | 26 de julio | 16:00 |
| Aimoré                    | 0 - 0 | São Luiz            | Cristo-Rei            | 26 de julio | 19:00 |

| Ypiranga de Erechim | 0 - 0 | Caxias do Sul             | Montanha dos Vinhedos   | 29 de julio | 15:00 |
| Internacional       | 2 - 0 | Aimoré                    | Morada dos Quero-Queros | 29 de julio | 15:00 |
| Juventude           | 2 - 3 | Esportivo Bento Gonçalves | Alfredo Jaconi          | 29 de julio | 15:00 |
| Novo Hamburgo       | 0 - 0 | Grêmio                    | Alviazul                | 29 de julio | 15:00 |
| São Luiz            | 0 - 1 | Brasil de Pelotas         | Arena Cruzeiro          | 29 de julio | 15:00 |
| Pelotas             | 0 - 1 | São José                  | Hélio Dourado           | 29 de julio | 15:00 |

### Fase final
|  | Semifinales               | Semifinales               | Semifinales   |               |        | Final       | Final       | Final       |  |
|  | 2 de agosto               | 2 de agosto               | 2 de agosto   |               |        | 5 de agosto | 5 de agosto | 5 de agosto |  |
|  |                           |                           |               |               |        |             |             |             |  |
|  |                           |                           |               |               |        |             |             |             |  |
|  | Grêmio                    | Grêmio                    | 4             |               |        |             |             |             |  |
|  | Grêmio                    | Grêmio                    | 4             |               |        |             |             |             |  |
|  | Novo Hamburgo             | Novo Hamburgo             | 3             |               |        |             |             |             |  |
|  | Novo Hamburgo             | Novo Hamburgo             | 3             |               | Grêmio | Grêmio      | 2           |             |  |
|  |                           |                           |               |               | Grêmio | Grêmio      | 2           |             |  |
|  |                           |                           | Internacional | Internacional | 0      |             |             |             |  |
|  | Internacional             | Internacional             | Internacional | Internacional | 0      | 4           |             |             |  |
|  | Internacional             | Internacional             |               |               |        | 4           |             |             |  |
|  | Esportivo Bento Gonçalves | Esportivo Bento Gonçalves | 0             |               |        |             |             |             |  |
|  | Esportivo Bento Gonçalves | Esportivo Bento Gonçalves | 0             |               |        |             |             |             |  |
|  |                           |                           |               |               |        |             |             |             |  |

- Grêmio es el campeón de la segunda fase del torneo y clasifica a la fase final.

## Fase final
| 26 de agosto de 2020, 21:30 | Caxias do Sul | 0:2 (0:1) | Grêmio                | Estadio Centenario, Caxias do Sul |  |
|                             |               | Reporte   | Pepê 8' · Éverton 77' |                                   |  |

| 30 de agosto de 2020, 16:00 | Grêmio          | 1:2 (1:1) | Caxias do Sul              | Arena do Grêmio, Porto Alegre |  |
|                             | Diego Souza 15' | Reporte   | Laércio 43' · Bruninho 55' |                               |  |

| Bandera del estado de Río Grande del Sur |
| Campeón                                  |
| Grêmio 39.no título                      |

## Clasificación general
- El campeonato otorga tres cupos para la Copa de Brasil 2021 y, si algún equipo lo tiene garantizado por otra vía, pasará al siguiente en la clasificación general. Además, otorga dos cupos para la Serie D 2021 a los equipos que no se encuentren en ninguna de las demás categorías. Sin embargo, debido a la pandemia, se acordó otorgar el cupo de la Copa FGF 2020 al tercer mejor ubicado del campeonato.

| Pos. | Equipos                   | PJ | PG | PE | PP | GF | GC | Dif. | Pts. |
| ---- | ------------------------- | -- | -- | -- | -- | -- | -- | ---- | ---- |
| 1.   | Grêmio                    | 11 | 7  | 2  | 2  | 18 | 8  | +10  | 23   |
| 2.   | Caxias do Sul             | 11 | 6  | 3  | 2  | 12 | 7  | +5   | 21   |
| 3.   | Internacional             | 11 | 7  | 3  | 1  | 20 | 8  | +12  | 24   |
| 4.   | Esportivo Bento Gonçalves | 11 | 5  | 4  | 2  | 16 | 17 | -1   | 19   |
| 5.   | Ypiranga de Erechim       | 11 | 3  | 6  | 2  | 10 | 12 | -2   | 15   |
| 6.   | São José                  | 11 | 4  | 2  | 5  | 9  | 11 | -2   | 14   |
| 7.   | Aimoré                    | 11 | 3  | 4  | 4  | 13 | 13 | 0    | 13   |
| 8.   | Juventude                 | 11 | 3  | 3  | 5  | 9  | 12 | -3   | 12   |
| 9.   | Brasil de Pelotas         | 11 | 3  | 2  | 6  | 6  | 10 | -4   | 11   |
| 10.  | Novo Hamburgo             | 11 | 2  | 5  | 4  | 5  | 8  | -3   | 11   |
| 11.  | São Luiz                  | 11 | 2  | 2  | 7  | 12 | 17 | -5   | 8    |
| 12.  | Pelotas                   | 11 | 2  | 2  | 7  | 11 | 18 | -7   | 8    |

|  |                                                                                   |
|  | Campeón.                                                                          |
|  | Subcampeón, clasificado a la Copa de Brasil 2021 y clasificado a la Serie D 2021. |
|  | Clasificado a la Copa de Brasil 2021 y clasificado a la Serie D 2021.             |
|  | Clasificado a la Copa de Brasil 2021.                                             |
|  | Clasificado a la Serie D 2021.                                                    |